# Свети Дионисий Олимпийски Стар
Вижте пояснителната страница за други значения на Дионисий.
„Свети Дионисий Олимпийски“ (на гръцки: Μονή του Αγίου Διονυσίου του εν Ολύμπω) е ставропигиален манастир в Егейска Македония, Гърция.

## Местоположение
Манастирът е един от най-важните в Пиерия и е разположен на около 18 километра от демовия център Литохоро, на територията на дем Дион-Олимп на 900 метра надморска височина в планината Олимп. 

## История
Основан е през април 1542 година от свети Дионисий Олимпийски, според запазеното османско разрешително за строеж на католикона. Посветен е бил на Света Троица. Свети Дионисий е погребан в северозападния параклис на манастира. В XVI век манастирът се радва на икономически и духовен разцвет.
По време на Гръцката революция в 1821 година манастирът е превзет след три дни обсада от Вели паша, син на Али паша. Игуменът Методий Палюрас заедно с 12 монаси е обесен на централния площад в Лариса. Монасите в манастира взимат участие и във въстанието от 1878 година. По време на Гръцката въоръжена пропаганда в Македония (1904 – 1908) манастирът е база на гръцките чети. В 1943 година е разрушен от нацистите, защото в него се крият гръцки партизани. След това е изграден Новият манастир, на мястото на стария метох на манастира, на 3 km от Литохоро край Скала.
Според преброяването от 2001 година манастирът има 26 жители. Старият манастир е в процес на възстановяване.
В 1982 година католиконът е обявен за защитен паметник на културата.
Преброявания общо за стария и новия манастир
| Година    | 1913 | 1920 | 1928 | 1940 | 1951 | 1961 | 1971 | 1981 | 1991 | 2001 | 2011 | 2021 |
| --------- | ---- | ---- | ---- | ---- | ---- | ---- | ---- | ---- | ---- | ---- | ---- | ---- |
| Население | 15   | 13   | 27   | 6    | 4    | 5    | 16   | 3    | 16   | 26   | 25   | 30   |